# Ivoy
Pour l’article homonyme, voir Carignan (Ardennes).
Ivoy est un hameau belge de la section de Maillen, situé dans la commune d'Assesse dans la province de Namur en Région wallonne.
Le hameau possède une église en partie romane et en partie classique : l'église Saint-Martin d'Ivoy, classée monument historique.